# Jean-Bertrand Aristide
Jean-Bertrand Aristide (Port-Salut, 15 luglio 1953) è un politico haitiano. È stato Presidente del suo Paese nel 1991, dal 1994 al 1996, e infine dal 2001 al 2004.

## Biografia
Dopo aver compiuto gli studi in seminario, diventa sacerdote salesiano. Ottenuta la dispensa dai voti da parte della Santa Sede, nel 1996 ha sposato Mildred Trouillot, un avvocato statunitense di origine haitiana da cui ha avuto tre figli, due femmine e un maschio (quest'ultimo nato in Sudafrica). Il suo ingresso nella scena politica risale al 1985 come esponente della teologia della liberazione e fiero avversario del dittatore e presidente Jean-Claude Duvalier che, nel febbraio 1986, dopo i moti di protesta contro Duvalier e i suoi Tonton Macoutes, è costretto all'esilio in Francia.
Presidente eletto democraticamente con il 67% dei voti nel 1991, fu successivamente destituito da una mozione di sfiducia del suo partito, il FNCD (Fronte Nazionale per il cambiamento e la democrazia). Ostinatamente Aristide tentò di governare da solo ma venne liquidato dall'esercito che effettuò un colpo di Stato instaurando una dittatura militare nel paese; il presidente andò in esilio in Venezuela e poi negli Stati Uniti, cercando alleati e sostegno internazionale.
A seguito di un durissimo embargo e di crescenti pressioni internazionali, il regime militare restituì la presidenza ad Aristide, che tornò ad Haiti il 15 ottobre 1994: come primo provvedimento, sciolse l'esercito haitiano e formò un corpo di polizia civile. Nel 1996, Aristide completò il suo mandato e la Costituzione non gli permise di ripresentarsi alle nuove elezioni. Dopo aver vinto le elezioni nel 2000 (malgrado un'affluenza alle urne di appena il 50%) ed essere stato nuovamente deposto con un colpo di Stato nel 2004, è stato in esilio in Sudafrica.
Un cable rilasciato da WikiLeaks risalente al 20 gennaio 2010 descriveva che per la Chiesa cattolica il possibile ritorno di Aristide nel paese sarebbe stato "un evento disastroso", in quanto avrebbe distratto dagli sforzi di aiuto previsti per il terremoto e destabilizzato il paese. Per tali motivi la Santa Sede aveva consigliato a chi aveva buone relazioni con il leader di convincerlo a desistere nell'intento, ma, nonostante ciò, il 18 marzo 2011 Aristide tornò ad Haiti.